# Bulbophyllum infundibuliforme
Bulbophyllum infundibuliforme là một loài phong lan thuộc chi Bulbophyllum.